# Crassula elatinoides
Crassula elatinoides (лат.) — вид растений рода Толстянка (Crassula) семейства Толстянковые (Crassulaceae), естественно произрастающий на территории Капской провинции Южно-Африканской Республики.

## Название
Родовое латинское название Crassula происходит от латинского слова crassus, — «толстый», в основном из-за присутствия у растений этого рода сочных листьев.
Видовой латинский эпитет elatinoides происходит от названия рода Elatin и греческого суффикса -oides, — «напоминающий».

## Ботаническое описание
Гелофит. Однолетник достигает высоты до 60 мм и характеризуется жестко прямостоячими ветвями, преимущественно от основания. Листья имеют форму от линейной до едва ланцетной, обычно 3-5 штук на каждой ветке. Они тупые, слегка уплощены сверху и выпуклые снизу, приобретая почти булавовидную форму. Листья голые и могут быть окрашены от зеленого до красного цвета.
Соцветие расположено в пазухе листьев и включает верхушечный цветок, обусловленный симподиальным ростом, с 4-членными цветками. Чашечка состоит из широкотреугольных долей длиной 0,3-0,4 мм. Венчик у основания едва сросшийся, окрашен в белый цвет с розовым оттенком; доли венчика обратнояйцевидные, длиной 1,3-1,5 мм, тупые, с раскидистыми вершинами. Чешуйки продолговато-клиновидные, размерами 0,5-0,7х0,4-0,5 мм, слегка выемчатые, постепенно сужаются к основанию, сверху окрашены в белый цвет с красным оттенком.

## Распространение и экология
Этот вид известен только из типового местонахождения на вершине Столовой горы над Кейптауном и произрастает в неглубоких каменистых котловинах, заполненных перегноем.

## Таксономия
Crassula elatinoides (Eckl. & Zeyh.) Friedrich, первое упоминание в Mitt. Bot. Staatssamml. München 15: 584 (1979).

### Синонимы
Гомотипные (основанные на одном и том же номенклатурном типе):
- Bulliarda elatinoides Eckl. & Zeyh.

Гетеротипные (основанные на разных номенклатурных типах):
- Tillaea elatinoides Walp.